# Platymantis weberi
Platymantis weberi är en groddjursart som beskrevs av Schmidt 1932. Platymantis weberi ingår i släktet Platymantis och familjen Ceratobatrachidae. IUCN kategoriserar arten globalt som livskraftig. Inga underarter finns listade i Catalogue of Life.